# 1. Sinfonie (Haydn)
Die Sinfonie D-Dur Hoboken-Verzeichnis I:1 komponierte Joseph Haydn um 1757 während seiner Anstellung bei Graf Karl von Morzin.

## Allgemeines

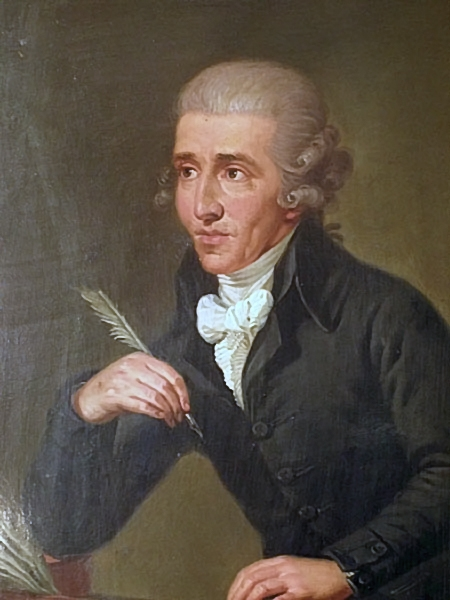
Joseph Haydn (Gemälde von Ludwig Guttenbrunn, um 1770)

Bei der Sinfonie Hoboken-Verzeichnis I:1 handelt es sich vermutlich um Haydns erste Sinfonie. Nach dem Haydn-Biographen Griesinger soll der Komponist selbst das Werk als seine erste Sinfonie bezeichnet und mit dem Dienst beim Grafen Morzin in Verbindung gebracht haben. Da von der Sinfonie Nr. 37 eine Kopie aus dem Jahr 1758 belegt ist, entstand Nr. 1 als älteres Werk vermutlich im Jahr 1757, angeblich auf Schloss Dolní Lukavice bei Pilsen, dem Sommersitz des Grafen Morzin.
Allgemein lassen sich bei Haydns frühen Sinfonien verschiedene Typen beobachten:
- Die meisten Werke sind dreisätzig, nicht jedoch z. B. Nr. 11, 20, 27, 32 und 33.
- Die typische Satzabfolge schnell – langsam – (Menuett) – schnell findet sich nicht bei z. B. Nr. 5, 11, 15, 18 und 25, die mit einem langsamen Satz beginnen; Nr. 32, 37 und „B“ bringen das Menuett an zweiter Stelle.
- Das Orchester ist mit Streichern, Oboen und Hörnern meist „klein“ besetzt, teils nachträglich hinzugefügte Trompeten- und Paukenstimmen weisen die Sinfonien 20, 32, 33 und 37 auf.
- Es treten „galante“ Werke mit Akkordmelodik, Läufen und Tremolo auf („Rokoko-Typ“, z. B. Sinfonien Nr. 1 und 10), teilweise aber auch sangliche Themen (z. B. zweiter Satz von Nr. 32), mehrstimmige Sätze (z. B. in der Sinfonie Nr. 3) sowie choralartig-feierlich anmutende Satztypen, die an den Spätbarock erinnern (etwa die Eingangssätze der Sinfonien Nr. 5, 11 und 25).
- Als Soloinstrumente treten in größerem Umfang lediglich die Hörner und teilweise die Oboen auf (bei der Sinfonie B: Fagott), meist in den ersten Sätzen der Sinfonien, die mit einem langsamen Satz beginnen sowie in den Trios der Menuette.

Während Michael Walter zur ersten Sinfonie insgesamt meint, dass sie „kein Geniestreich (ist), sondern das Werk eines einigermaßen versierten, aber auch handwerklich noch nicht routinierten Sinfonie-Komponisten“, lobt Ludwig Finscher im ersten Satz den „meisterhafte(n), ganz detail-ökonomische(n) Aufbau des Satzes, der die Zielstrebigkeit des Mannheimer Crescendos auf die zielstrebige Steigerung der großformalen Teile überträgt“, spricht andererseits von einem „relativ konventionelle(n)“ Andante, während James Webster im langsamen Satz die „unnachahmlich lebhafte Tiefsinnigkeit“ hervorhebt.

## Zur Musik
Besetzung: zwei Oboen, zwei Hörner, zwei Violinen, Viola, Cello, Kontrabass. Zur Verstärkung der Bass-Stimme wurde damals auch ohne gesonderte Notierung ein Fagott eingesetzt. Über die Beteiligung eines Cembalo-Continuos in Haydns Sinfonien bestehen unterschiedliche Auffassungen.
Aufführungszeit: ca. 12 Minuten (je nach Einhalten der vorgeschriebenen Wiederholungen).
Bei den hier benutzten Begriffen der Sonatensatzform ist zu berücksichtigen, dass dieses Schema in der ersten Hälfte des 19. Jahrhunderts entworfen wurde (siehe dort) und von daher nur mit Einschränkungen auf die Sinfonie Nr. 1 übertragen werden kann. Die hier vorgenommene Beschreibung und Gliederung der Sätze ist als Vorschlag zu verstehen. Je nach Standpunkt sind auch andere Abgrenzungen und Deutungen möglich.

### Erster Satz: Presto
D-Dur, 4/4-Takt, 86 Takte
Wie damals üblich, ist der Satz (ähnlich auch die beiden anderen) eher durch die lockere Aneinanderreihung von Motiven und Figuren gekennzeichnet als durch thematische Arbeit im Sinne der (sich später etablierenden) Sonatensatzform. Das Presto hat einen kurzweiligen, unbeschwerten Charakter vom Rokoko-Typ und lebt vom Wechsel seiner Motive und den Kontrasten in der Dynamik (Piano bis Fortissimo). Heinrich Eduard Jacob sieht vor dem Hintergrund von Haydns Kindheit als Sohn eines Wagenbauers einen Zusammenhang mit der Tonrepetition auf D am Satzanfang mit einem sich schnell drehenden Wagenrad. Howard Chandler Robbins Landon hebt den „Schwung“ des Satzes hervor.

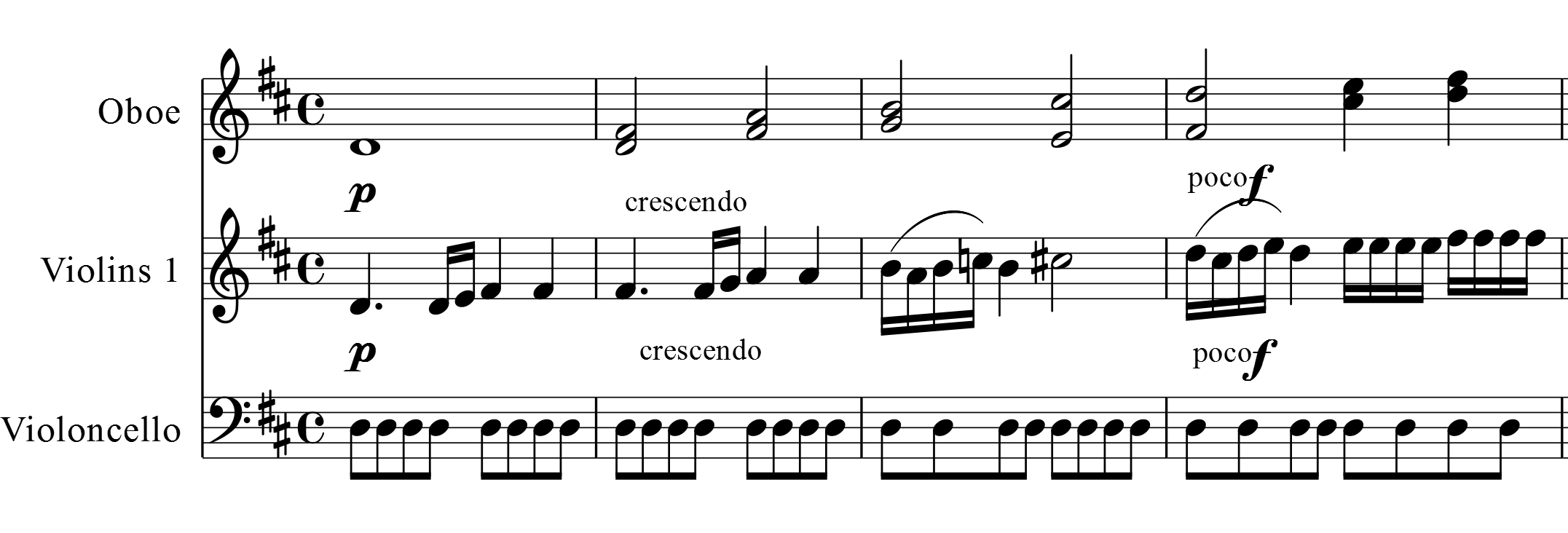
Beginn des Prestos

Die Exposition fällt durch ihren Reichtum an Themen bzw. Motiven auf. Je nach Standpunkt können fünf verschiedene „Themen“ abgegrenzt werden, im Folgenden in Anlehnung an Howard Chandler Robbins Landon (1980):
- „Erstes Thema“ (Takt 1 bis 9): Der Satz eröffnet als aufsteigendes Crescendo über Tonrepetitions-D im Bass (ähnlich dem Mannheimer Crescendo), das in eine Hornfanfare mit Tremolo mündet.[10] Nach einem durch Quarten geprägten Motiv erreicht die Bewegung mit Akkordschlägen und weiterer kleiner Hornfanfare die Dominante A-Dur.
- „Zweites Thema“ (Takt 10 bis 14), D-Dur: 1. Violine mit einer aus Takt 1 und 2 abgeleiteten Figur, 2. Violine gegenstimmenartig, dann in beiden Violinen virtuoser Lauf aufwärts und schließende Kadenzfloskel mit Triller.
- Überleitungsmaterial (Takt 14 bis 22): Die Violinen wechseln mit virtuosen Lauffiguren und synkopierter Begleitung ab, Tremolo mit Hornfanfare, Abschluss erneut als Kadenzfloskel mit Triller.
- „Drittes Thema“ (Takt 23 bis 28) mit Wechsel von piano zu forte. Piano-Passage mit von Pausen unterbrochener, abgesetzter Figur, Forte-Passage mit Tremolo, Abschluss erneut mit Trillerfloskel.
- „Viertes Thema“ (Takt 29 bis 31): Kontrast durch Wechsel zum Piano in a-Moll, Achtelfigur mit Staccato.
- „Fünftes Thema“ (Takt 32 bis 39): Schlussgruppe mit Wechsel zum Forte mit virtuosen Läufen, Tremolo; Schlusswendung wiederum als Kadenzfigur mit Triller, jedoch „angereichert“ durch Anhang mit piano-forte-Kontrast.

Die Durchführung beginnt mit weiteren dynamischen Kontrasten, Lauffiguren und Tremolo. Nach vier Takten wechselt Haydn zum Forte und beginnt nun einen Verarbeitungsabschnitt mit dem Motiv der Pianopassage vom „dritten Thema“: Zunächst greifen die Violinen das Motiv auf, dann übernehmen es in einer Abwärtssequenz
Viola und Bass, während die Violinen Lauffiguren spielen. Weitere dynamische Kontraste führen bis zum Fortissimo mit dreiaktiger Hornfanfare und synkopierter Violinenbegleitung über einem Bassmotiv, ehe weitere virtuos aufsteigende Läufe der Violinen das Ende der Durchführung ankündigen.
Die Reprise ist ähnlich dem ersten Satzteil strukturiert, jedoch ist das „zweite Thema“ um zwei Takte erweitert. Die beiden Hauptabschnitte des Satzes (Exposition sowie Durchführung und Reprise) werden wiederholt.

### Zweiter Satz: Andante
G-Dur, 2/4-Takt, 78 Takte, nur Streicher
Kennzeichnend für das Andante ist der triolische Auftakt, dessen Bedeutung „im Verlauf des Satzes mehrfach zwischen bloßer rhythmischer Auftaktfunktion und motivisch-melodischer Aufgabe“ wechselt. Zunächst wird das viertaktige Hauptthema mit schreitendem Charakter und charakteristischer Tonwiederholung vorgestellt, um dann als Variante mit vorhaltsartigen Dissonanzen fortgeführt zu werden. Nach einer Passage mit Synkopen und einem Septakkord auf A etabliert sich die Dominante D-Dur mit ihrem kurzen Triolen-Dialog der Violinen. Danach treten bis zum Ende des ersten Teils in Takt 28 noch zwei weitere kleine Motive auf, beide ebenfalls mit Triolen.
Der zweite Teil des Satzes beginnt als Fortspinnung des Hauptthemas, die wiederum in einen Triolen-Dialog mit Abwärts-Sequenzierung übergeht. In Takt 50 setzt die Variante vom Hauptthema analog Takt 6 in g-Moll ein, danach eine Synkopen-Passage. In Takt 61 folgt der Abschnitt entsprechend Takt 11 des ersten Teils. Je nach Sichtweise kann man hier den Beginn der (verkürzten) „Reprise“ setzen. Beide Satzteile werden wiederholt.

### Dritter Satz: Presto
D-Dur, 3/8-Takt, 81 Takte
Wie für eine Sinfonie dieser Zeit typisch, ist der letzte Satz als leichtgewichtiges „Kehraus“ angelegt. Beginnend mit dem raketenartig-aufsteigenden D-Dur-Dreiklang und Akkordmelodik (Motiv 1), folgt ohne Überleitung ein weiteres Motiv (Motiv 2) mit punktiertem Rhythmus und vorschlagsartiger Figur auf der Basis des E-Dur-Septakkordes. Nach sechs Takten mit Sechzehntel-Lauffiguren der 1. Violine (Motiv 3) beginnt in Takt 21 Motiv 4 mit seinem auffälligen Sprung über eine Dezime abwärts und beendet den ersten Teil des Satzes in Takt 32 mit Akkordschlägen auf A.
In der Mini-„Durchführung“ (Takt 33–47) treten kurz Motiv 1 und Motiv 2 auf. Die Reprise (Takt 48 ff.) ist ähnlich der Exposition strukturiert. Beide Satzteile werden wiederholt.